# 譚俊彥
譚俊彥（英語：Shaun Tam Chun Yin，1980年7月30日—），香港男演員及主持人，早年主要在中國大陸及影圈發展，近年為了照顧及陪伴家人而回流香港發展，現為無綫電視旗下的經理人合約藝員，於《萬千星輝頒獎典禮2021》憑劇集《換命真相》獲頒「最佳男主角」及「馬來西亞最喜愛TVB男主角」兩獎。

## 簡歷
譚俊彥在香港出生，名字由導演張徹所改。曾經就讀聖若瑟英文中學，其後前往加拿大多倫多升讀私立 Ridley College，在校時曾參與欖球運動。他讀至大學二年級輟學；主修廣告科目。2000年加入爾冬陞旗下的星皓經理人公司，拍的第一部電影為張之亮執導，梅艷芳主演的《慌心假期》。2016年正式簽約TVB成為旗下藝人，接演的劇集均為主角，包括《天命》、《特技人》、《法證先鋒IV》、《十八年後的終極告白》等。2018年7月，接受訪問時表示因想陪伴家人，所以留港發展並希望可以以身作則教導子女。
2021年，由於譚俊彥與Netflix熱播的韓劇《魷魚遊戲》中男主角李政宰的樣貌相似，他被網民封為「456 / 港版李政宰」。同年，他憑台慶劇《換命真相》在《萬千星輝頒獎典禮2021》首次奪得「最佳男主角」獎及「馬來西亞最喜愛TVB男主角」獎。

## 家庭狀況
父親是知名的演員狄龙，母親是藝人陶敏明，表姐是藝人林珊珊、表哥是林海峰及林曉峰。妻子是中國內地女演員任祉妍，兩人有1女1子。譚俊彥2014年後毅然將工作回流香港，希望有更多時間陪伴子女的成長。

## 演出作品

### 電視劇（無綫電視）
| 年份   | 劇名                  | 角色               |
| 2018年 | 天命                  | 嘉慶帝             |
| 2018年 | 特技人                | 齊大志             |
| 2019年 | 包青天再起風雲        | 包 拯              |
| 2020年 | 法證先鋒IV            | 郭輝煌（King Sir） |
| 2020年 | 十八年後的終極告白    | 林朗生（Sam）      |
| 2021年 | 失憶24小時            | 蒙一言             |
| 2021年 | 換命真相              | 時光（Timothee）   |
| 2021年 | 拳王                  | 海正曦（特別演出） |
| 2021年 | 愛·回家之開心速遞     | 456（特別演出）    |
| 2022年 | 廉政行動2022          | 沈傲鳴             |
| 2022年 | 十八年後的終極告白2.0 | 姚尚謙（Angus）    |
| 2023年 | 新聞女王              | 陳子傑             |
| 2024年 | 企業強人              | 徐道明             |
| 2025年 | 麻雀樂團              | 司徒久（九哥）     |
| 未播映 | 新聞女王2             | 陳子傑             |

### 電視劇（邵氏兄弟）
| 年份   | 劇名     | 角色            |
| 2023年 | 廉政狙擊 | 章耀祖（章Sir） |

### 電視劇（香港電台）
| 年份   | 劇名                                            | 角色                |
| 2002年 | 執法群英：千鈞一髪 *第39屆芝加哥國際電視節:銀獎 | 高佬                |
| 2005年 | 反斗多聲道：Let It Be Me                        | Shaun               |
| 2005年 | 十封信：信是寓言                                | 張錦秋 秋官         |
| 2006年 | 禁毒檔案：監控遞送                              |                     |
| 2007年 | 非常平等任務：請別騷擾                          |                     |
| 2009年 | 海關故事：滅狐行動                              | 韋Sir(海關高級督察) |
| 2010年 | 火速救兵－最強保護                              | 陸有為              |
| 2011年 | 女人多自在4－粉紅疤痕                           |                     |
| 2011年 | 一屋住家人：順風車/悠長嫁期                     | 周志豪              |
| 2011年 | 廉政行動2011－私症                              | 恭维廉兒子          |
| 2012年 | 監警有道                                        | Hardy               |
| 2013年 | 證義搜查線2：圍飛作歹                           | 阿文                |
| 2014年 | 獅子山下2014：夜同行（上）（下）                |                     |
| 2014年 | IT行者：數碼兄弟                                | Bernard             |
| 2014年 | 燃眉時刻II：團聚                                | Dick Sir            |
| 2016年 | 女人多自在5：她瞞                               | Sam                 |

### 電視劇（其他）
| 年份   | 劇名           | 角色           |
| 2003年 | 無河天         | 孫星戈         |
| 2004年 | 俠影仙蹤       | 曹駿           |
| 2004年 | 候鳥e人        | 江劭韓         |
| 2005年 | 巴黎戀歌       | 任耘寬         |
| 2009年 | 海關故事       | 韋Sir（第1集） |
| 2010年 | 虎符傳奇       | 范睢           |
| 2011年 | 愛要有你才完美 | 徐峰           |
| 2013年 | 非緣勿擾       | 陳樹峰         |
| 2014年 | 冰酒窩         |                |
| 2014年 | 外來媳婦本地郎 | 馬小龍         |
| 2015年 | 陸小鳳與花滿樓 | 西門吹雪       |
| 2015年 | 抓住彩虹的男人 | 陳世杰         |
| 2015年 | 偏偏喜歡你     | 歐陽飛         |
| 2016年 | 煮婦神探       | 歐陽管家       |
| 未播映 | 隱娘           | 昆塵           |

### 電視節目
| 年份     | 節目名                  | 性質                     |
| 香港電台 |                         |                          |
| 2006年   | 逸仙流影（上、下）      | 主持                     |
| 2008年   | 不一樣的旅遊            | 主持                     |
| 2015年   | 健康大道                | 主持                     |
| Now TV   |                         |                          |
| 2011年   | 一個地球－內蒙古        | 主持                     |
| 無綫電視 |                         |                          |
| 2021年   | 男神廚房                | 參賽者／嘉賓（第4至6集） |
| 2021年   | 教煮爭霸                | 主持                     |
| 2024年   | 尋找世界另一個我 台灣篇 | 主持                     |

### 電視電影（無綫電視)
2024年
- 《尋夢琴澳》飾演 譚俊彥

### 電影
2001年
- 《慌心假期》飾演 Mike

2002年
- 《灰色驚爆》
- 《生日快樂》飾演 林蕙丈夫
- 《男人四十》飾演 安然

2003年
- 《少年阿虎》飾演 Shaun Tam

2004年
- 《六壯士》飾演 矢野

2005年
- 《龍眼粥》飾演 陳世明
- 《天地孩兒》 飾演 馮浩

2006年
- 《傷城》 飾演 警察
- 《獨家試愛》 飾演 傅穎男友

2007年
- 《地獄第19層》 飾演 葉蕭

2008年
- 《功夫灌籃》 飾演 阿虎
- 《花花型警》 飾演 黎大衛
- 《青苔》
- 《一個好爸爸》飾 家強/Peter
- 《武俠梁祝》 飾演 斧頭幫幫主（兼為配音，角色名稱：梁仲山）

2009年
- 《愛得起》 飾演 阿基
- 《你是否依然愛我》 飾演 明里

2010年
- 《近在咫尺的愛戀》 飾演遲駿彦
- 《美麗密令》 飾演 飛虎隊隊長

2011年
- 《親密敵人》 飾演 安東尼
- 《孤島驚魂》 飾演 Ken
- 《出軌的女人》 飾演 阿超

2012年
- 《愛在響螺灣》飾演 維爾特
- 《大武當之天地密碼》飾演 陳保羅

2013年
- 《光輝歲月》飾演 石根

2016年
- 《北京愛情故事2：全民情聖》飾演
- 《惊天破》飾演 高铭栋（国际协警组织警官）
- 《美人魚》 配音 角色名稱 劉軒

2017年
- 《我來自紐約2：當我們在一起》 饰演 郑浩南（Sarah爸爸）

2021年
- 《真·三國無雙》 配音 角色名稱 關雲長

2023年
- 《爆裂點》 飾演 韓洋

### 音樂錄像
- 2005年：秦海璐《幸福回味》

### 導演經驗
- 2009年：《杏歡》（與天影數碼電影製作及東方技術學院合作）

## 音樂作品
- 2005年：滄回輪迴 （《電影龍眼粥》插曲）
- 2021年：只因深愛妳（《換命真相》插曲）

## 派台歌曲成績
| 派台歌曲成績（五台）         | 派台歌曲成績（五台） | 派台歌曲成績（五台） | 派台歌曲成績（五台） | 派台歌曲成績（五台） | 派台歌曲成績（五台） | 派台歌曲成績（五台） | 派台歌曲成績（五台）                                        |      |
| ---------------------------- | -------------------- | -------------------- | -------------------- | -------------------- | -------------------- | -------------------- | ----------------------------------------------------------- | ---- |
| 唱片                         | 歌曲                 | 903                  | RTHK                 | 997                  | TVB                  | ViuTV                | 備註                                                        | 備註 |
| 2022年                       |                      |                      |                      |                      |                      |                      |                                                             |      |
| 經典·傳承 無綫電視55周年大碟 | 上海灘               | -                    | -                    | -                    | -                    | ×                    | 與陳山聰、袁偉豪、冼靖峰、張馳豪、黃奕斌合唱 翻唱葉麗儀作品 |      |

| 各台冠軍歌總數 | 各台冠軍歌總數 | 各台冠軍歌總數 | 各台冠軍歌總數 | 各台冠軍歌總數 | 各台冠軍歌總數 | 各台冠軍歌總數    | 各台冠軍歌總數 |
| -------------- | -------------- | -------------- | -------------- | -------------- | -------------- | ----------------- | -------------- |
| 五台b          | 903            | RTHK           | 997            | TVB            | ViuTV          | 備註              |                |
| 五台b          | 0              | 0              | 0              | 0              | 0              | 五台冠軍歌總數：0 |                |

- （*）上榜中
- （-）未能上榜
- （×）沒有派往該台

## 獎項及提名

### 萬千星輝頒獎典禮
| 年份   | 獎項                    | 作品/角色                             | 結果     |
| ------ | ----------------------- | ------------------------------------- | -------- |
| 2018年 | 最佳男主角              | 《特技人》齊大志                      | 提名     |
| 2018年 | 最受歡迎電視男角色      | 《天命》愛新覺羅·顒琰                 | 提名     |
| 2018年 | 新加坡最喜愛TVB男主角   | 《天命》愛新覺羅·顒琰                 | 提名     |
| 2018年 | 馬來西亞最喜愛TVB男主角 | 《天命》愛新覺羅·顒琰                 | 提名     |
| 2019年 | 最佳男主角              | 《包青天再起風雲》包拯                | 提名     |
| 2020年 | 最佳男主角              | 《十八年後的終極告白》林朗生          | 提名     |
| 2020年 | 最受歡迎電視男角色      | 《十八年後的終極告白》林朗生          | 提名     |
| 2020年 | 馬來西亞最喜愛TVB男主角 | 《十八年後的終極告白》林朗生          | 提名     |
| 2021年 | 最佳男主角              | 《失憶24小時》蒙一言                  | 提名     |
| 2021年 | 最佳男主角              | 《換命真相》時光                      | 獲獎     |
| 2021年 | 最受歡迎電視男角色      | 《失憶24小時》蒙一言                  | 提名     |
| 2021年 | 最受歡迎電視男角色      | 《換命真相》時光                      | 最後五強 |
| 2021年 | 最受歡迎電視歌曲        | 《只因深愛妳》                        | 提名     |
| 2021年 | 最受歡迎電視拍檔        | 《失憶24小時》（與郭晉安）            | 提名     |
| 2021年 | 最受歡迎電視拍檔        | 《換命真相》（與朱敏瀚）              | 最後十強 |
| 2021年 | 最佳男藝員衣著獎        | 不適用                                | 獲獎     |
| 2021年 | 馬來西亞最喜愛TVB男主角 | 《失憶24小時》蒙一言                  | 提名     |
| 2021年 | 馬來西亞最喜愛TVB男主角 | 《換命真相》時光                      | 獲獎     |
| 2022年 | 最佳男主角              | 《廉政行動2022》沈傲鳴                | 提名     |
| 2022年 | 最佳男主角              | 《十八年後的終極告白2.0》姚尚謙       | 提名     |
| 2022年 | 最受歡迎電視男角色      | 《廉政行動2022》沈傲鳴                | 提名     |
| 2022年 | 最受歡迎電視男角色      | 《十八年後的終極告白2.0》姚尚謙       | 提名     |
| 2022年 | 馬來西亞最喜愛TVB男主角 | 《廉政行動2022》沈傲鳴                | 提名     |
| 2022年 | 馬來西亞最喜愛TVB男主角 | 《十八年後的終極告白2.0》姚尚謙       | 最後十強 |
| 2022年 | 最受歡迎電視拍檔        | 《十八年後的終極告白2.0》（與陳山聰） | 提名     |
| 2023年 | 最佳男配角              | 《新聞女王》陳子傑                    | 最後十強 |
| 2024年 | 最佳男主角              | 《企業強人》徐道明                    | 最後十強 |
| 2024年 | 大灣區最喜愛TVB男主角   | 《企業強人》徐道明                    | 提名     |

### 其他獎項及提名
| 年份   | 頒獎單位               | 獎項             | 作品/角色        | 結果       |
| ------ | ---------------------- | ---------------- | ---------------- | ---------- |
| 2021年 | 觀眾在民間電視大獎2021 | 民選最佳男主角   | 《換命真相》時光 | 得票第九名 |
| 2022年 | 最強人氣品牌大獎2022   | 最強人氣廣告男星 | 不適用           | 獲獎       |

## 外部連結
- 譚俊彥的新浪微博
- 譚俊彥的Instagram帳戶
- 譚俊彥在香港影庫上的簡介
- 譚俊彥在豆瓣上的资料（简体中文）
- 譚俊彥在时光网上的簡介（简体中文）
- 譚俊彥的Facebook專頁